# ایل شوهان
ایل شوهان یکی از ایلات ساکن استان ایلام است. دانشنامه ایرانیکا در مقالهٔ استان ایلام از ایل شوهان به عنوان یکی از ایلات اصلی استان نام برده است ایل شوهان از طوایف فلک، کلیوند، سادات، قیطول، صفرلکی، کاوری، بلوچ، شرف و کرهر تشکیل شده است.
لغت‌نامهٔ دهخدا مدخل شوهان را چنین تعریف کرده است: «(اِخ) یکی از طوایف پشت کوه از ایلات کرد ایران. ییلاق ایل مزبور در تهته و خوشول و قشلاقش در بلوطسان است. (یادداشت مؤلف). ایل کرد از طوایف پشتکوه. (جغرافیای سیاسی کیهان ص ۷۰).»

## سکونتگاه‌ها
محل اصلی این ایل دهستان شوهان در جنوب بخش مرکزی شهرستان ملکشاهی است و مسیر حرکت عشایر آن از مسیرهای میدان زیتون، چالاب، و چنگوله تا نزدیکی‌ها مرزهای عراق حرکت می‌کنند و در موسم پنجه به ارتفاعات کبیرکوه بازمی‌گردند. بر این اساس نواحی مرزی مهران و دهلران، گرمسیر و آبادی‌های شوهان، مناطق سردسیر ایل شوهان محسوب می‌شوند. ایل شوهان به صورت تقریبی دارای چهل هزار نفر جمعیت می‌باشد و منطقه مرکزی آن‌ها، بخش چالاب است و سپس در شهرهای مهران و چنگوله و روستاهاهای خوشادول، چشمه پهن، نادرآباد، بلوطستان و گنبد سید ناصرالدین سکونت دارند. شهر ایلام از چهار منطقه و ۱۴ ناحیه تشکیل شده است که هر ناحیه شامل چند محله می‌باشد و محلات معمولاً به غالب به قوم خاصی تعلق دارد؛ مثلاً بانبور بیشتر ایل خزل و شوهان در آن مستقر است.در کتاب ایل‌ها، چادرنشینان و طوایف عشایری ایران آمده است: «ییلاق این ایل در بلوطستان و قشلاقشان پشتکوه است.»

## گویش‌شناسی
لری در نواحی مرکزی شهرستان ملکشاهی (دهستان شوهان در بخش مرکزی) و شهرستان مهران، در شهر مهران و روستای چنگوله صحبت می‌شود. اطلس زبان‌های ایران گویش بخشی از مردم مهران و ساکنان روستاهای چنگوله، چالاب، منارعبدول کریم، توتخوشادول، دول کبود خوشادول، نادر آباد، چشمن پهن را شوهانی طبقه‌بندی کرده است. همچنین ایران اطلس گویش شوهانی را ذیل زبان‌های ایرانی جنوب غربی و جزء لری طبقه‌بندی کرده است. گویش لری شوهانی با گویش‌های لری دهلرانی، لری آبدانانی، لری دره شهری استان ایلام و لری پلدختری، لری اندیمشکی، لری خرم‌آبادی و بخش‌هایی از شهرستان دورود در استان لرستان شباهت‌های بسیار زیادی دارد. هرکدام از این گویشها دارای لهجه‌های مختص به خود می‌باشد و می‌توان همه آنها را به پیکره زبانی استان لرستان منتسب کرد.

## تبار
دانشنامه ایرانیکا در مقاله عشایر ایران، ایل شوهان را مانند ایل ارکوازی، ملکشاهی، گچی، خزل، بیژنوند، هندمینی، علیشیروان و میشخاص جزئی از ایلات کردی-لری می‌داند. همچنین در مقالهٔ طوایف کُرد آن را به عنوان یکی از ایل‌های کُرد منطقهٔ کرکوک عراق معرفی می‌کند.